# 中央 (大阪市)
中央（ちゅうおう）は、大阪府大阪市城東区にある町名。現行行政地名は中央一丁目から中央三丁目。

## 地理
城東区の北西部に位置し、東に今福西、西に野江、南に蒲生、北に成育と接している。

## 世帯数と人口
2019年（平成31年）3月31日現在の世帯数と人口は以下の通りである。
| 丁目       | 世帯数    | 人口     |
| ---------- | --------- | -------- |
| 中央一丁目 | 1,490世帯 | 2,715人  |
| 中央二丁目 | 2,435世帯 | 5,524人  |
| 中央三丁目 | 1,257世帯 | 2,224人  |
| 計         | 5,182世帯 | 10,463人 |

### 人口の変遷
国勢調査による人口の推移。
| 1995年（平成7年）  | 6,769人 | [ 5 ] |  |
| 2000年（平成12年） | 6,738人 | [ 6 ] |  |
| 2005年（平成17年） | 8,102人 | [ 7 ] |  |
| 2010年（平成22年） | 9,726人 | [ 8 ] |  |
| 2015年（平成27年） | 9,573人 | [ 9 ] |  |

### 世帯数の変遷
国勢調査による世帯数の推移。
| 1995年（平成7年）  | 2,998世帯 | [ 5 ] |  |
| 2000年（平成12年） | 3,150世帯 | [ 6 ] |  |
| 2005年（平成17年） | 3,689世帯 | [ 7 ] |  |
| 2010年（平成22年） | 4,440世帯 | [ 8 ] |  |
| 2015年（平成27年） | 4,385世帯 | [ 9 ] |  |

## 学区
市立小・中学校に通う場合、学区は以下の通りとなる。なお、小学校・中学校入学時に学校選択制度を導入しており、通学区域以外に城東区の小学校・中学校から選択することも可能。
| 丁目       | 番      | 小学校             | 中学校             |
| ---------- | ------- | ------------------ | ------------------ |
| 中央一丁目 | 全域    | 大阪市立聖賢小学校 | 大阪市立蒲生中学校 |
| 中央二丁目 | 全域    | 大阪市立成育小学校 | 大阪市立蒲生中学校 |
| 中央三丁目 | 9〜10番 | 大阪市立成育小学校 | 大阪市立蒲生中学校 |
| 中央三丁目 | 1〜8番  | 大阪市立聖賢小学校 | 大阪市立蒲生中学校 |

## 事業所
2016年（平成28年）現在の経済センサス調査による事業所数と従業員数は以下の通りである。
| 丁目       | 事業所数  | 従業員数 |
| ---------- | --------- | -------- |
| 中央一丁目 | 127事業所 | 1,593人  |
| 中央二丁目 | 73事業所  | 722人    |
| 中央三丁目 | 56事業所  | 427人    |
| 計         | 256事業所 | 2,742人  |

## 交通

### 鉄道
- 大阪市高速電気軌道
  - 長堀鶴見緑地線・今里筋線 蒲生四丁目駅（所在地は今福西3丁目であるが、一部出入口に中央が入っている。）

### 道路
- 国道1号

## 施設
- 大阪市城東区役所
- 城東区民センター
- 城東警察署
- 大阪市消防局 城東消防署
- 大阪国税局 城東税務署
- 大阪市立蒲生中学校
- 城東蒲生郵便局
- 関西みらい銀行 城東中央支店
- 近畿産業信用組合 城東支店
- 阪急オアシス 野江店

## その他

### 日本郵便
- 〒536-0005[3]（集配局：大阪城東郵便局[13]）